# 江南駅 (ソウル特別市)
江南駅（カンナムえき）は、大韓民国ソウル特別市江南区と瑞草区に半分ずつ跨がる、ソウル交通公社2号線と新盆唐線(株)の駅。1日の平均乗降客数は約15万1000人でソウルの地下鉄駅で2番目に多い。2024年9月から副駅名「ハルプラント歯科」が追加された。

## 利用可能な鉄道路線
ソウル交通公社
 2号線 - 駅番号は222
新盆唐線(株)
 新盆唐線 - 駅番号はD07

## 歴史
- 1982年12月23日 - ソウル特別市地下鉄公社（当時）2号線の駅として開業。
- 2005年1月1日 - ソウル特別市地下鉄公社がソウルメトロに改称。
- 2011年10月28日 - 新盆唐線の駅が開業。

## 駅構造

### ソウル交通公社
ホーム階は地下2階で、相対式ホーム2面2線を有する地下駅。フルスクリーンタイプのホームドアが設置されている。
改札階は地下1階にあり、地下商店街と一体化している。改札口は駅三寄り（東側）と中央付近と教大寄り（西側）の3ヶ所がある。化粧室は駅三寄りの改札内及び改札外に1ヶ所ずつある。
エレベーター完備。出入口は1番・2番と7番 - 12番まである。新盆唐線開通前までは1番から8番まであったが、新盆唐線開通後は3 - 8番出入口の番号が7 - 12番にずれ4か所増設された。

#### のりば
案内上ののりば番号は設定されていない。
| 内回り | 2号線 | 教大・舎堂・新道林・合井方面 |
| 外回り | 2号線 | 宣陵・蚕室・聖水・往十里方面 |

### 新盆唐線
ホーム階は地下4階で、相対式ホーム2面2線を有する地下駅。フルスクリーンタイプのホームドアが設置されている。
ホームの壁面には『江南スタイル』をモチーフにした絵画が設置されている（プロモーションビデオに登場する駅は仁川1号線国際業務地区駅で撮影されたもので、当駅は登場しない）。
改札階は地下3階で、改札口は北側と南側（良才寄り）の2ヶ所あり、北側の改札口には2号線への乗り換え改札もある。南側の改札口は上下ホーム別々に設置されている。地下1階は地下商店街となっている。
エレベーター完備。出入口は3番から6番まである。

#### のりば
案内上ののりば番号は設定されていない。
| 上り | 新盆唐線 | 新沙方面             |
| 下り | 新盆唐線 | 板橋・亭子・光教方面 |

## 利用状況
- ソウル交通公社 - 2018年の一日平均乗降人員は204,504人である[2]。

周辺の流動人口が多い性質上、当駅は韓国の地下鉄・都市鉄道の駅の中で、最も乗降人員の多い駅である（一般旅客列車を合わせた場合はソウル駅が最も多い）。日本の地下鉄の駅では東京の豊洲駅、大阪の淀屋橋駅に匹敵する。ただし、駅の北側を通る9号線の延伸もあり、近年では利用者の増加がやや抑えられている。
近年の一日平均利用人員推移は下記のとおり。
| 路線  | 路線     | 2000年  | 2001年  | 2002年  | 2003年  | 2004年  | 2005年  | 2006年  | 2007年  | 2008年  | 2009年  | 出典  |
| ----- | -------- | ------- | ------- | ------- | ------- | ------- | ------- | ------- | ------- | ------- | ------- | ----- |
| 2号線 | 乗車人員 | 87,936  | 87,521  | 88,251  | 88,726  | 90,930  | 90,853  | 92,419  | 93,652  | 97,433  | 99,727  | [ 2 ] |
| 2号線 | 降車人員 | 92,089  | 89,886  | 87,330  | 91,098  | 94,383  | 96,553  | 98,469  | 100,635 | 103,083 | 104,955 | [ 2 ] |
| 2号線 | 乗降人員 | 180,025 | 177,407 | 175,581 | 179,825 | 185,313 | 187,406 | 190,888 | 194,286 | 200,516 | 204,681 | [ 2 ] |
| 路線  | 路線     | 2010年  | 2011年  | 2012年  | 2013年  | 2014年  | 2015年  | 2016年  | 2017年  | 2018年  |         | [ 2 ] |
| 2号線 | 乗車人員 | 99,078  | 100,623 | 101,675 | 105,295 | 105,655 | 101,179 | 99,333  | 100,672 | 101,845 |         | [ 2 ] |
| 2号線 | 降車人員 | 99,078  | 100,623 | 101,675 | 105,295 | 105,655 | 103,162 | 100,633 | 101,504 | 102,659 |         | [ 2 ] |
| 2号線 | 乗降人員 | 203,544 | 206,712 | 207,475 | 214,355 | 213,680 | 204,341 | 199,966 | 202,176 | 204,504 |         | [ 2 ] |

## 駅周辺
2号線の駅は江南大路とテヘラン路の交わる「江南駅交差点」の真下に位置し、新盆唐線の駅は2号線の駅の南側（江南大路沿い）に位置する。駅付近は江南エリアの中心でもあり、江南駅周辺の商圏は明洞と並んでソウルの二大繁華街として知られている。
- 国技院
- 国立子供青少年図書館
- 国民健康保険公団（朝鮮語版）江南支社
- 国民年金公団（朝鮮語版）瑞草支社
- マルチュク通り
- ベンベン通り
- 瑞雲中学校（朝鮮語版）
- 瑞一中学校（朝鮮語版）
- シティ劇場
- 特許庁ソウル事務所
- 韓国産業銀行瑞草支店
- ロッテシネマシティ
- MEGABOX江南
- ネクソンアリーナ（朝鮮語版）
- 永豊文庫江南駅店
- サムスン電子
- がってん寿司江南店
- 東横INNソウル江南

### バス路線
詳細は新盆唐線ホームページの乗換情報を参照。

## 隣の駅
ソウル交通公社
 2号線
駅三駅 (221) - 江南駅 (222) - 教大駅 (223)
新盆唐線(株)
 新盆唐線
新論峴駅 (D06) - 江南駅 (D07) - 良才駅 (D08)